# Scott Rudin
Scott Rudin (Baldwin, 14 de julho de 1958) é um cineasta estadunidense. Atuou na produção de filmes como A Família Addams e As Horas, e na produção de espetáculos como The Book of Mormon. Em 2010 foi eleito pelo jornal britânico The Guardian a sétima pessoa mais poderosa do cinema acima de Quentin Tarantino e George Clooney.